# Tang od Shanga
Tang (kineski 汤 ili 湯, Tāng) (Cheng Tang, Da Yi; o. 1675. prije Krista - 1646. prije Krista) bio je kralj drevne Kine, prvi vladar iz dinastije Shang. On je svrgnuo Jiea, posljednjeg vladara dinastije Xije.
Jedan od Tangovih predaka bio je Yilü (乙履), koji je oženio Jiandi, kćer Gaoxina. Imali su sina zvanog Yao Situ. Preko pretka Xiea Tang je bio potomak cara Kua. Tangov se otac zvao Zhugui, a majka Fúdōu.
Tang je smatran dobrim vladarom jer je, između ostaloga, snizio poreze. Učinio je Anyang novim glavnim gradom Kine. Dao je sagraditi palaču zvanu Xia She u čast bivše dinastije.
Tang je imao barem trojicu sinova - Da Dinga, Bu Binga i Zhong Rena. Navodno su svi postali kraljevi, ali razni izvori na različit način to tumače.